# Semaeopus dominicana
Semaeopus dominicana là một loài bướm đêm trong họ Geometridae.